# St.-Anna-Kapelle (Mellrichstadt)

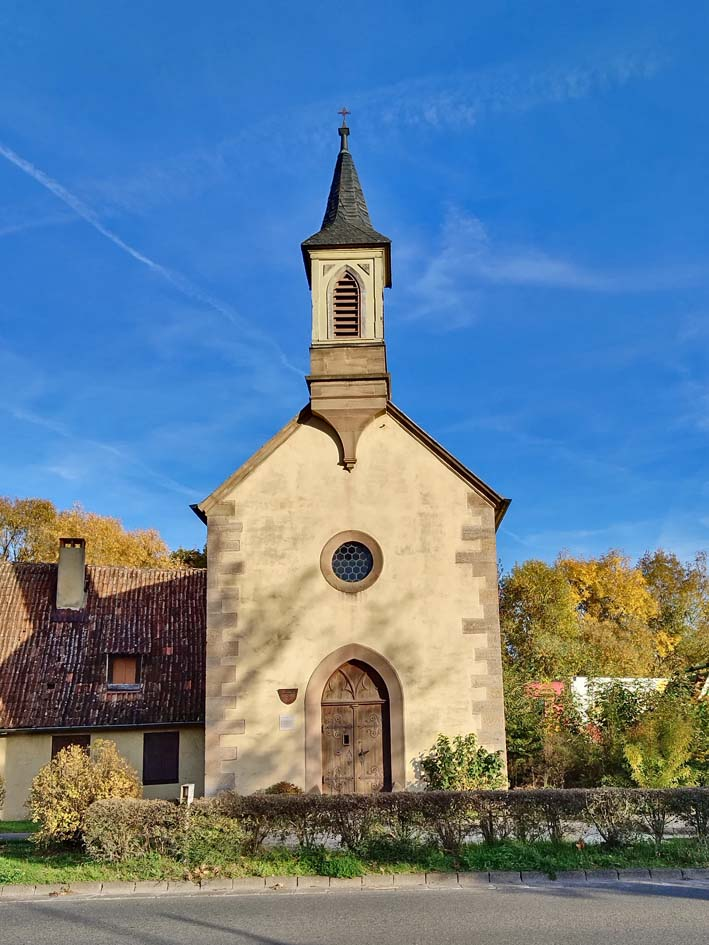
St. Anna Kapelle

Die römisch-katholische St.-Anna-Kapelle in Mellrichstadt ist eine Kapelle im Süden der Stadt Mellrichstadt. Die dem Patrozinium der heiligen Anna unterstellte Kapelle dürfte ab dem 14. Jahrhundert entstanden sein. Die Kapelle ist Eigentum der Kommune Mellrichstadt. Sie war Bestandteil des ehemaligen Leprosenhauses. Gleichzeitig war sie namensgebend für das St.-Anna-Viertel der Stadt. Der dritte Bau der Kapelle wurde 1866 aus den Steinen des unteren Stadttores errichtet.

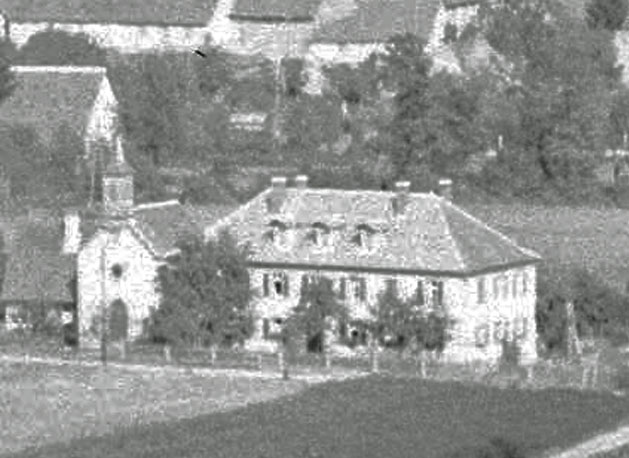
St.-Anna-Kapelle mit dem Distriktskrankenhaus. Ausschnitt eines Fotos von Anton Tretter